# Sa (König)

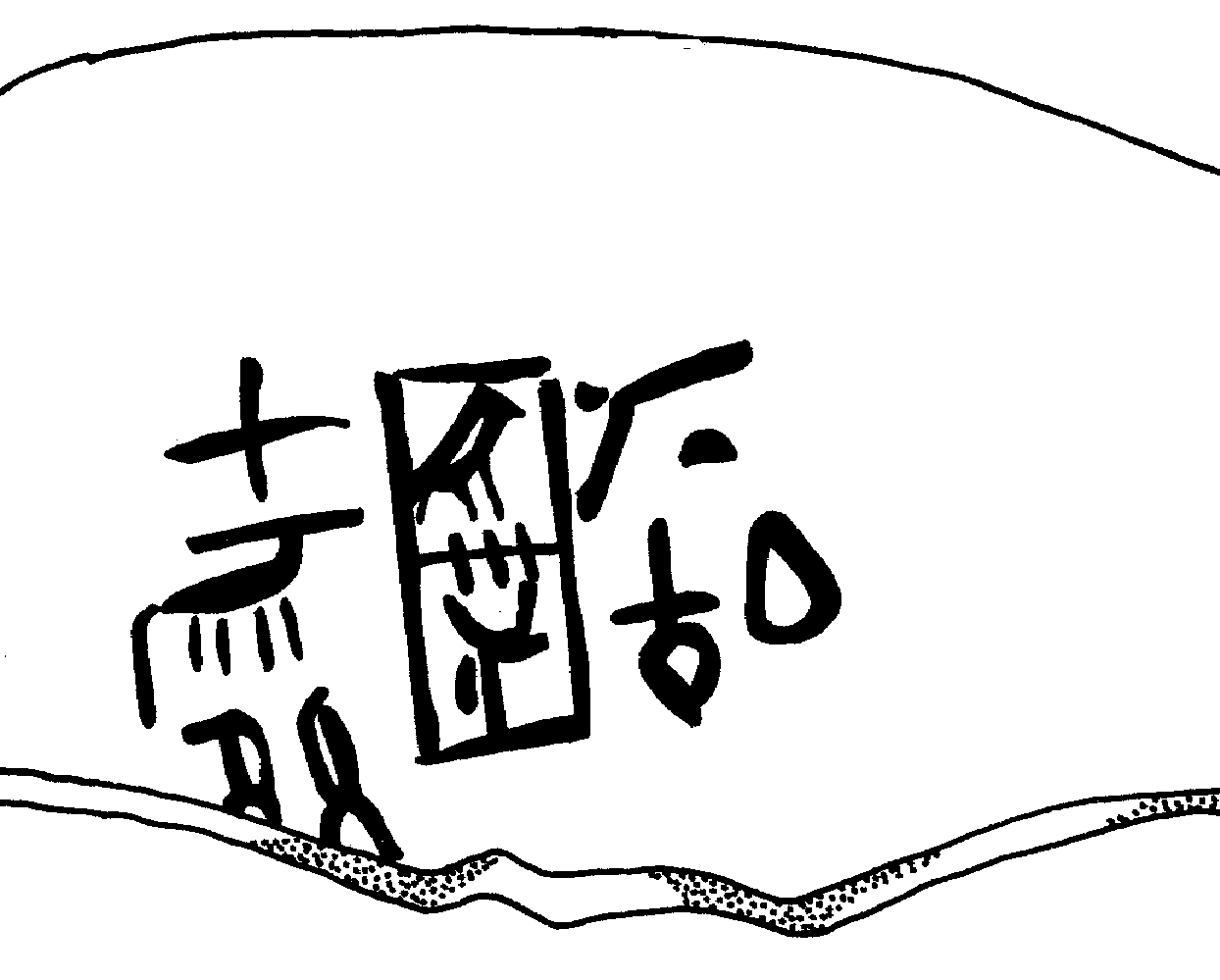
Steinscherbe aus der 2. Dynastie, die möglicherweise König Sas Namen trägt

Sa (auch Horus Sa, Za und Horus Za) ist der Name eines altägyptischen Königs (Pharao), der vermutlich in der 2. oder 3. Dynastie regierte.

## Belege
Sas Name ist in Sakkara durch Steingefäßbeschriftungen aus schwarzer Tinte aus den Ostgalerien des Westmassivs der Djoser-Pyramide belegt. Der Name „Sa“ taucht zusammen mit Inschriften auf, in der das „Ka-Haus des Sa“ erwähnt wird. Daneben erscheint der Name des hohen Beamten Inichnum. In der Ägyptologie ist die Zuordnung eines solchen Horusnamens umstritten, da er bislang nicht innerhalb eines Serechs erscheint, was ihn als definitiven Horusnamen ausweisen würde. Jürgen von Beckerath, Dietrich Wildung und Peter Kaplony sehen im Namen des Sa eine Kurzform des bislang ebenfalls nicht zugeordneten Horusnamen des Königs Sanacht. Wolfgang Helck lehnt diese These mit der Begründung ab, dass die Tintenaufschriften aus den Ostmagazinen überwiegend in die Regierungszeit des Königs Ninetjer oder kurz danach datiert wurden, Sanacht aber in der 3. Dynastie regierte. Er weist Sa dagegen den Namen des Weneg zu.

## Grab
Sas Bestattungsort ist unbekannt. Nabil Swelim bringt Sa mit der unfertigen Anlage von Gisr el-Mudir in West-Sakkara in Verbindung.